# Trachyandra revoluta
Trachyandra revoluta är en grästrädsväxtart som först beskrevs av Carl von Linné, och fick sitt nu gällande namn av Carl Sigismund Kunth. Trachyandra revoluta ingår i släktet Trachyandra och familjen grästrädsväxter. Inga underarter finns listade i Catalogue of Life.

## Bildgalleri

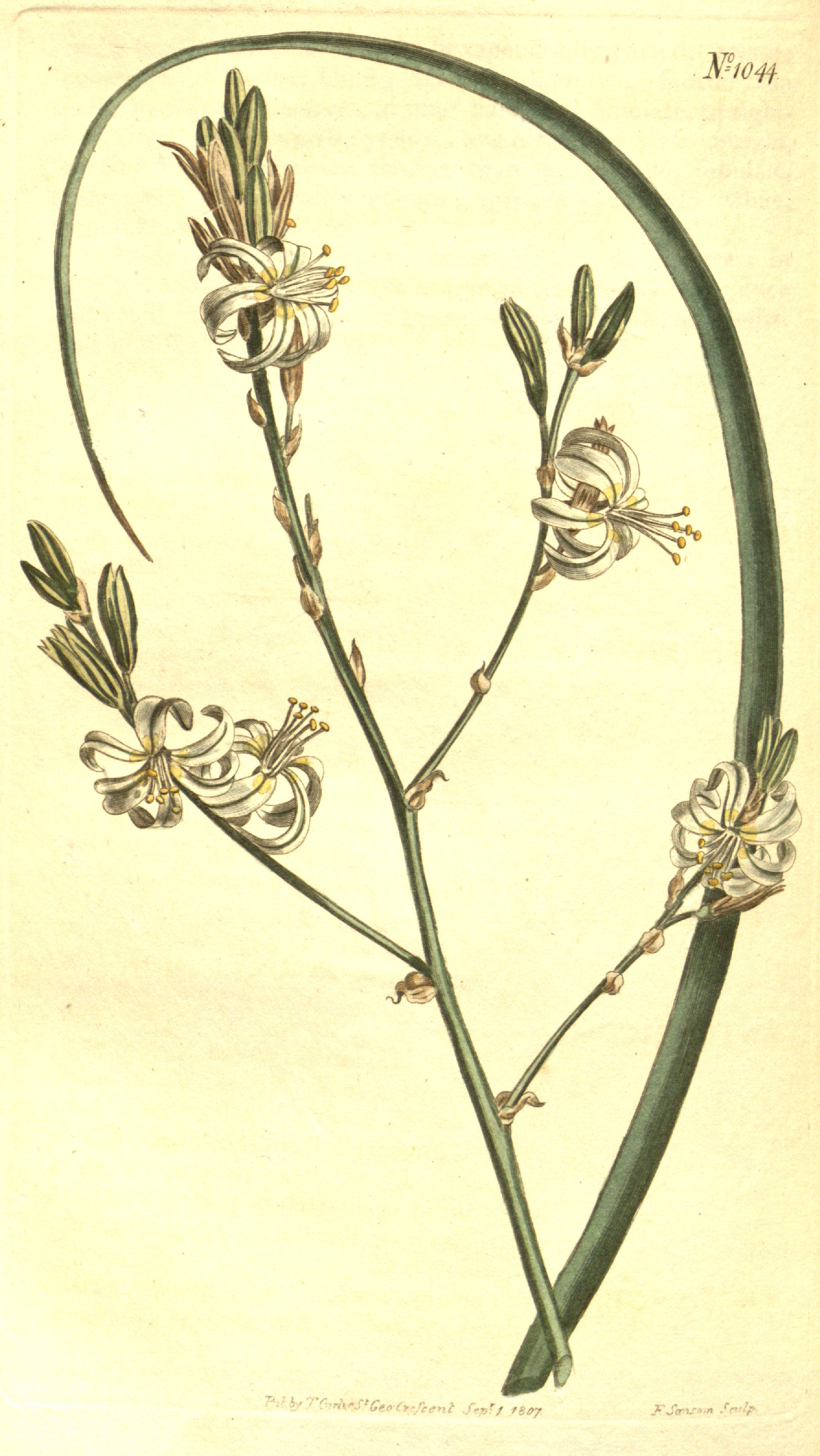